# François-René Gebauer
François-René Gebauer, né le 15 mars 1773 à Versailles et mort le 28 juin 1845 à Paris, est un bassoniste, compositeur et pédagogue français.

## Biographie
Fils d’un musicien de régiment allemand, François-René Gebauer est le frère de Michel-Joseph Gebauer, Pierre-Paul Gebauer, Jean-Luc Gebauer et Etienne-François Gebauer, tous musiciens et compositeurs.
Il commence ses études musicales sous la direction de son frère aîné Michel-Joseph Gebauer puis reçoit en basson l'enseignement de François Devienne. À quinze ans, il entre comme bassoniste dans la musique de la Garde suisse du Roi, à Versailles, puis suit son frère dans le corps de musique de la Garde nationale de Paris, qui devient ensuite le noyau du Conservatoire de Paris. Appelé dans cette école en 1795 comme professeur, il y reste jusqu’en 1802, lorsque le nombre des artistes qui enseignaient dans cet établissement fut réduit de plus de moitié. Musicien de l'orchestre de l'Opéra de Paris de 1801 jusqu'à 1826, Gebauer est aussi attaché à la Chapelle de l'empereur Napoléon, poste qu'il conserve après la restauration jusqu'à la suppression définitive de cette chapelle, par suite de la révolution de 1830. En 1814, il est nommé par Louis XVIII chevalier de la légion d'honneur et compositeur de la musique de l'état-major de ses gardes. En 1825, à la retraite de Thomas Delcambre, il redevient professeur de basson au Conservatoire de Paris, où il enseigne jusqu'en 1838.
Comme compositeur, il a écrit de nombreuses œuvres, en particulier pour son instrument, le basson.

## Œuvres
- 6 duos concertants op. 2, pour 2 clarinettes, éd. Hans Sikorski
- 6 duos concertants op. 3, pour 2 bassons, éd. Accolade musikverlag
- 6 duos concertants op. 8, pour clarinette et basson, éd. Hans Sikorski
- 3 quatuors concertants op. 10, pour 2 clarinettes, cor et basson
- 3 quatuors op. 20, pour flûte, clarinette (ou hautbois), cor et basson, éd. Robert Ostermeyer musikedition
- 3 quatuors concertants op. 27, pour flûte, clarinette (ou hautbois), cor et basson, éd. Accolade musikverlag
- 3 trios concertants op. 32, pour flûte, clarinette (ou hautbois) et basson, éd. Phylloscopus publications
- trio op. 33 n° 2, pour basson, violon et violoncelle, éd. Accolade musikverlag
- trio op. 33 n° 3, pour basson, violon et violoncelle, éd. Breitkopf & Härtel (Musica Rara)
- 3 quatuors op. 37, pour cor, violon, alto et violoncelle, éd. Robert Ostermeyer musikedition
- 3 quatuors concertants op. 40, pour basson, violon, alto et violoncelle, éd. Accolade musikverlag
- Quatuor op. 41, pour flûte, clarinette, cor et basson, éd. Kunzelmann
- 3 trios op. 42, pour flûte, clarinette et basson, éd. Kunzelmann
- 12 duos concertants op. 44, pour 2 bassons, éd. Accolade musikverlag
- 3 duos concertants op. 48, pour cor et basson, éd. Accolade musikverlag
- Duetto n° 2, pour 2 hautbois (ou clarinettes), éd. Kunzelmann
- Quintettes à vent n° 2 et n° 3, éd. Thomi-Berg verlag (Leuckartiana)
- Solo de basson (pour le concours de 1828 du Conservatoire), avec accompagnement de quatuor à cordes, éd. Accolade musikverlag
- Notturno n° 2, sur des airs de Mozart et Rossini, pour basson et piano, éd. Accolade musikverlag
- Variations sur Au clair de la lune, pour basson et orchestre, éd. Salabert pour la réduction piano
- 18 airs variés, pour 2 bassons, éd. Accolade musikverlag
- 3 sonates pour basson et continuo, éd. Accolade musikverlag
- 3 duos pour clarinette et basson, éd. Amadeus
- 12 trios, pour 3 bassons, éd. Accolade musikverlag
- 8 thèmes connus variés, pour basson seul, éd. Phylloscopus publications
- 6 caprices, pour bassons seul, éd. Phylloscopus publications
- 6 airs sur Le Barbier de Séville de Rossini, pour 2 bassons, éd. Accolade musikverlag
- 8 symphonies concertantes pour flûte, clarinette, cor et basson
- 2 ouvertures pour l'orchestre
- 13 concertos pour basson
- 36 marches militaires et morceaux de différents genres pour harmonie
- méthode de basson
- nombreuses pièces de musique de chambre pour divers instruments à vent ; multitude d'airs variés, pots pourris, fantaisies, sonates, solos, exercices, études, etc., pour instruments divers, et basson plus particulièrement...